# Sankt Paul und Amsterdam
Sankt Paul und Amsterdam (französisch Îles Saint-Paul et Nouvelle-Amsterdam) ist eine Inselgruppe im  Indischen Ozean. Sie gehört politisch zum Territorium der Französischen Süd- und Antarktisgebiete und bildet dort den Distrikt Îles Saint-Paul et Nouvelle-Amsterdam (INSEE-Code 984 11).
Im Jahr 2019 wurden die Inseln, als Bestandteil der französischen Südgebiete und -meere, von der UNESCO zum Weltnaturerbe erklärt.

## Geographie
Sankt Paul und Amsterdam liegt isoliert im südlichen Indischen Ozean auf dem westlichen Teil des Südostindischen Rückens, der sich auseinander bewegenden Nahtstelle zwischen der Antarktischen Platte und der Australischen Platte. Die Inselgruppe befindet sich rund 3370 km südwestlich von Westaustralien, 3200 km südöstlich von Madagaskar und etwa 1300 km nordöstlich des Kerguelen-Archipels. Sie besteht aus den beiden Inseln Amsterdam (Île Amsterdam, auch Nouvelle Amsterdam, einschließlich der Nebeninsel Le Solitaire im Nordwesten) und Sankt Paul (Île Saint-Paul, einschließlich der kleinen Nebeninseln La Quille, Rocher du Milieu und Îlot Nord), die in Nord-Süd-Richtung 92 km voneinander entfernt liegen. Sankt Paul und Amsterdam sind vulkanischen Ursprungs, derzeit jedoch inaktiv. Beide Inseln erreichen zusammen eine Fläche von 64,5 km²; die höchste Erhebung ist der Mont de la Dives auf Amsterdam mit 881 m Höhe über dem Meer.

## Geschichte
Die größere, nördlicher gelegene Insel Amsterdam wurde am 18. März 1522 von Juan Sebastián Elcano an Bord der Victoria, des letzten verbliebenen Schiffes der Weltumsegelungsflotte von Magellan, entdeckt, Sankt Paul vermutlich 1559 durch Portugiesen. Die Inseln wurden zwar schon 1843 durch die Besatzung des französischen Dreimasters L’Olympe unter Kapitän Martin Dupeyrat für Frankreich in Besitz genommen. Um die damalige politische Annäherung an Großbritannien nicht zu gefährden, weigerte sich König Louis-Philippe I. jedoch, die Inbesitznahme zu ratifizieren. Die endgültige französische Inbesitznahme wurde erst im Oktober 1892 durch den Aufklärer La Bourdonnais vollzogen und im Januar 1893 durch das Kriegsschiff L’Eure bestätigt. Zuerst der Insel Réunion zugeordnet, 1924 dann der Kolonie Madagaskar, wurde die Inselgruppe 1955 dem neu geschaffenen Territorium der Französischen Süd- und Antarktisgebiete (Terres australes et antarctiques françaises, TAAF) zugeordnet. In der Vergangenheit waren beide Inseln einige Male kurzzeitig bewohnt; heute gibt es keine permanente Bevölkerung mehr. Auf Amsterdam betreibt das Französische Polarinstitut seit 1949 ganzjährig eine Forschungsstation mit einer Besatzung von im Winter etwa 25, im Sommer bis zu 50 Personen.